# Sakanoue no Tamuramaro
En aquest nom japonès, el cognom és Sakanoue.
Sakanoue no Tamuramaro (?-811) va ser un heroi japonès. Principal lloctinent del general Ōtomo no Otomaro, va dirigir operacions contra els emishi. El 795 va rebre el títol de seii taishōgun (general en cap contra el bàrbars) després de la seva destacada feina en una expedició victoriosa. Es creu que va ser enterrat en el túmul Shogunzala (tomba del shogun).